# Bulgaarse bergerebia
De Bulgaarse bergerebia (Erebia orientalis) is een vlinder uit de onderfamilie Satyrinae van de familie Nymphalidae, de vossen, parelmoervlinders en weerschijnvlinders.
De Bulgaarse bergerebia komt lokaal voor in Bulgarije en Servië. De vlinder vliegt op hoogtes van 1800 tot 2600 meter boven zeeniveau op graslanden vaak in de buurt van bossen.
De soort vliegt in een jaarlijkse generatie in juni en juli.